# Záliv Possession
Possession Sound je záliv, který je částí Pugetova zálivu. Nachází se ve státě Washington mezi Whidbeyho ostrovem a pevninským okresem Snohomish, konkrétně městy Everett a Mukilteo. Na sever od zálivu se nachází Susanina zátoka a na jihu Saratožská pasáž. Řeka Snohomish proudí do zálivu přes Gardnerovu zátoku. V zálivu se nachází také Gedneyho ostrov.
Záliv byl pojmenován v roce 1792 Georgem Vancouverem. Ten zde 3. června toho roku přistál, aby na území dnešního Everettu oslavil narozeniny krále Jiřího III. a aby uvedl území do anglického držení (angl. Possession). Kvůli časovým pásmum ale ve skutečnosti oslavoval královy narozeniny o den dříve, než měl. Na oslavě také pojmenoval Gardnerovu zátoku, Port Susan a Strait of Georgia.
V roce 1825 do zálivu spadl kus Caamañova ostrova. Událost vyústila v tsunami, které následně utopilo mnoho indiánů žijících na Gedneyho ostrově. Od té doby ho kmen Tulalipů využívá jen sezónně.
Washington State Route 525 spojuje v nejúžším místě zálivu města Clinton a Mukilteo pomocí trajektové dopravy.